# 제49회 NHK 홍백가합전
《제49회 NHK 홍백가합전》(일본어: 第49回NHK紅白歌合戦 다이욘주큐카이에누에이치케이코하쿠우타갓센[*])는 1998년 12월 31일에 방송된 통산 49회째인 NHK 홍백가합전이다.

## 소개
나카이 마사히로와 쿠보 준코의 젊은 콤비의 진행이 신선한 무대를 만들었고, 아무로 나미에가 컴백하였다.

## 사회자
- 종합사회 - 미야모토 류지 아나운서
- 홍조(紅組) - 쿠보 준코 아나운서
- 백조(白組) - 나카이 마사히로

## 심사원
- 시미즈 히로야스 : 1998년 동계 올림픽 스피드 스케이팅 남자 500m 금메달리스트.
- 후지와라 노리카 : 98년 수많은 CM에 출연.
- 코토니시키 카츠히로 : 98년 규슈혼바쇼에서 히라마쿠(마에가시라) 우승.
- 나카무라 타마오 : 99년 상반기 연속 TV 소설 『すずらん』에서 카와무라 토시 역.
- 마츠다이라 켄 : 99년 NHK 대하드라마 『겐로쿠 요란』에서 이로베 마타시로 역.
- 타와라 마치 : 가집 『そこまでの空 俵万智の贈り物』을 출판.
- 제임스 미키 : 2000년에 방영할 NHK 대하드라마 아오이 도쿠가와 삼대 작가.
- 핫토리 미치코 : 98년 연간 5승을 한 여자 프로 골퍼.
- 쿠마카와 테츠야 : 99년 발레단 케이발레 컴퍼니를 창립.
- 아사리 준코 : 98년 도쿄국제여자마라톤에서 우승.

## 출장가수
진한 글씨는 그 해 이긴 조를 나타냄.

괄호 안의 숫자는 출장횟수를 나타냄.

### 1부
- 홍조(紅組) :
  - SPEED (2) 〈ALL MY TRUE LOVE〉
  - 모닝구무스메 (1) 〈抱いてHOLD ON ME！〉
  - 다가와 도시미 (3) 〈哀愁港〉
  - 나카무라 미츠코 (6) 〈河内おとこ節〉
  - 니시다 히카루 (4) 〈ザッツ・ディズニー・ファンタジー～星に願いを～ミッキーマウスマーチほか[1]〉
  - JUDY AND MARY (2) 〈散歩道〉
  - Every Little Thing (2) 〈Time goes by〉
  - 코자이 카오리 (7) 〈浮雲〉
  - 쿠도 시즈카 (8) 〈きらら〉
  - 고다이 나츠코 (9) 〈港恋唄〉

- 백조(白組) :
  - DA PUMP (1) 〈Rhapsody in Blue〉
  - TOKIO (5) 〈Love & Peace〉
  - TUBE (2) 〈きっと　どこかで〉
  - 토바 이치로 (11) 〈龍神〉
  - 야마카와 유타카 (6) 〈アメリカ橋〉
  - 야마모토 조지 (8) 〈俺がいるじゃないか〉
  - 사이죠 히데키 (15) 〈傷だらけのローラ〉
  - 요시 이쿠조 (13) 〈冬鷗〉
  - 마에카와 키요시 (8) 〈神戸〉
  - 하시 유키오 (5) 〈いつでも夢を〉

### 2부
- 홍조(紅組) :
  - 포켓비스켓&블랙비스켓 (1) 〈POWER&Timing 大晦日ＭＩＸ〉
  - MAX (2) 〈Ride on time〉
  - 카하라 토모미 (3) 〈daily news〉
  - globe (2) 〈wanna Be A Dreammaker〉
  - 가와나카 미유키 (11) 〈二輪草〉
  - Kiroro (1) 〈未来へ〉
  - 사카모토 후유미 (11) 〈ふたり咲き〉
  - 고바야시 사치코 (20) 〈風といっしょに〉
  - 유키 사오리·야스다 사치코 (7) 〈ゴンドラの唄〉
  - 나가야마 요코 (5) 〈父さんの詩（うた）〉
  - 이시카와 사유리 (21) 〈風の盆恋歌〉
  - 후지 아야코 (7) 〈雪　深深（しんしん）〉
  - 덴도 요시미 (3) 〈人生しみじみ・・・〉
  - 아무로 나미에 (4) 〈CAN YOU CELEBRATE?〉
  - 와다 아키코 (22) 〈今　あなたにうたいたい〉

- 백조(白組) :
  - L'Arc~en~Ciel (1) 〈HONEY〉
  - LUNA SEA (1) 〈I for You〉
  - 미카와 켄이치 (15) 〈別れの旅路〉
  - GLAY (2) 〈誘惑〉
  - 호리우치 타카오 (11) 〈竹とんぼ〉
  - 타케다 테츠야(카이엔타이) (5) 〈母に捧げるバラード〉
  - 고 히로미 (19) 〈セクシー・ユー〉
  - T.M.Revolution (2) 〈THUNDERBIRD〉
  - 사다 마사시 (10) 〈北の国から’98〉
  - 타니무라 신지 (12) 〈チャンピオン〉
  - 호소카와 타카시 (24) 〈北緯五十度〉
  - 모리 신이치 (31) 〈冬の旅〉
  - SMAP (8) 〈夜空ノムコウ〉
  - 키타지마 사부로 (35) 〈根っこ〉
  - 이츠키 히로시 (28) 〈酒ひとり〉